# Covent Garden (stacja metra)
Covent Garden – stacja metra londyńskiego na terenie City of Westminster, a dokładniej w jego części znanej jako Covent Garden, od której pochodzi nazwa stacji. Leży na trasie Piccadilly line, zaś dniem jej otwarcia był 11 kwietnia 1907 roku. W roku 2008 skorzystało z niej ok. 17,51 mln pasażerów. Należy do pierwszej strefy biletowej.

## Galeria

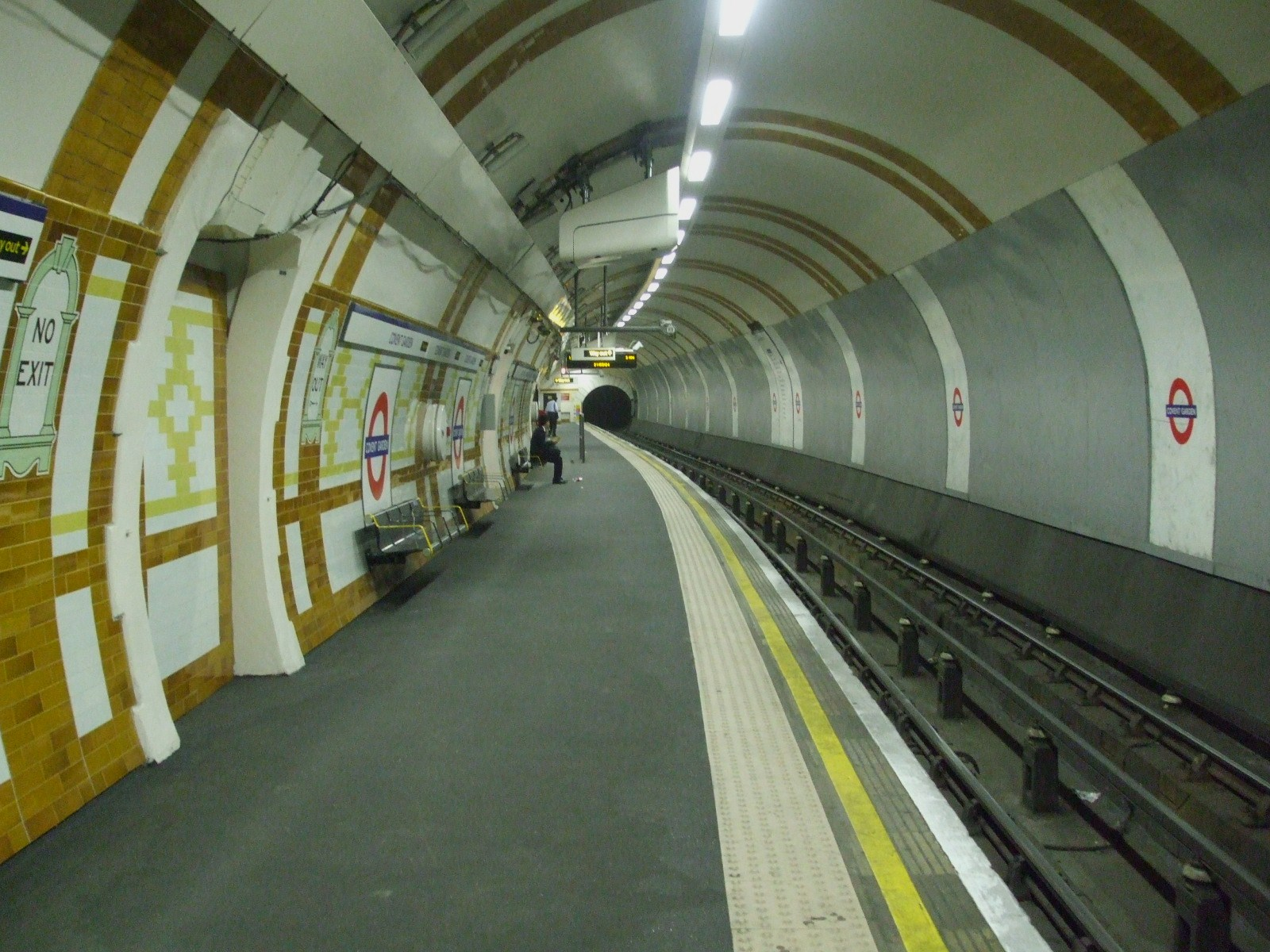
Jeden z peronów
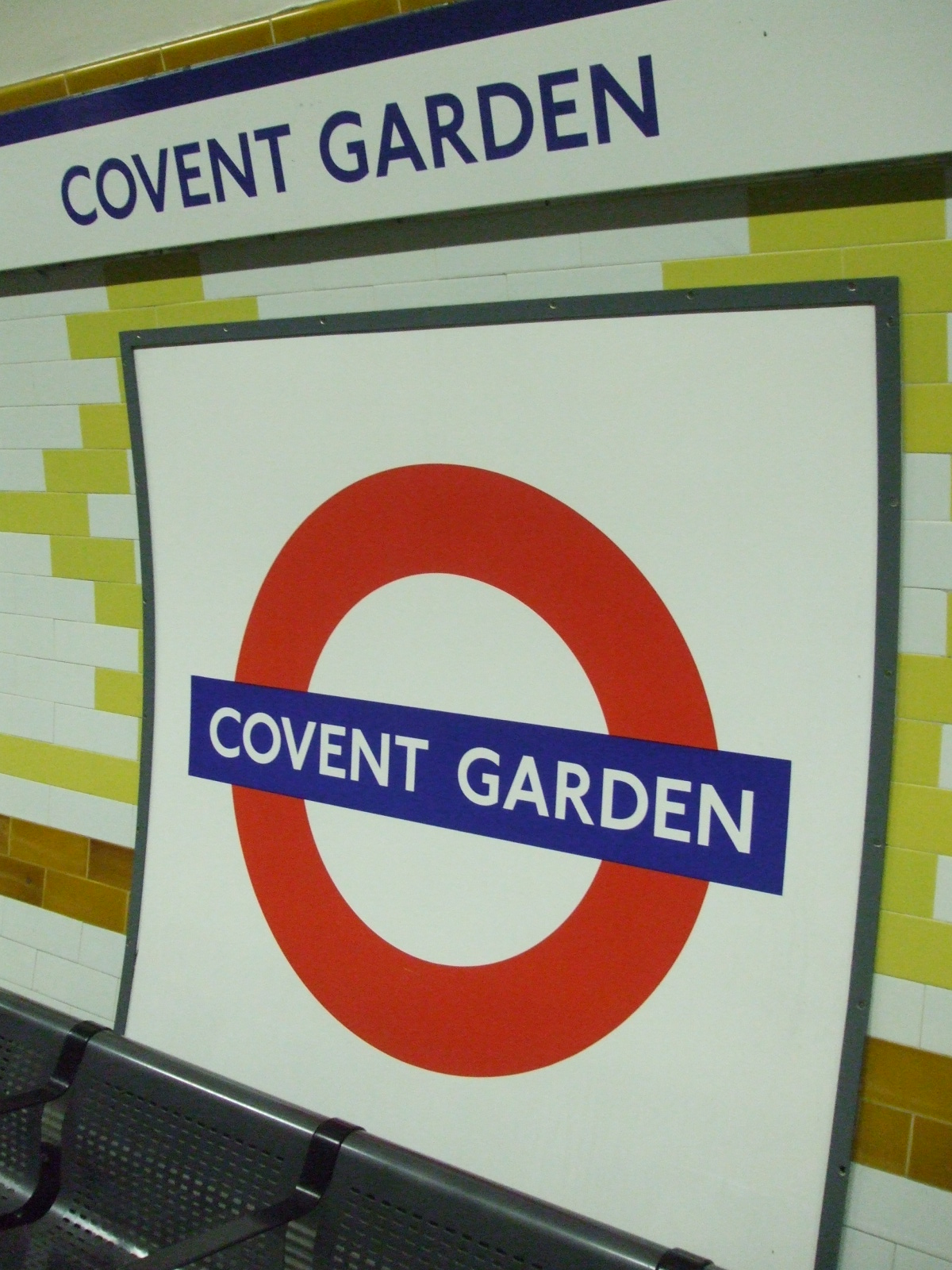
Logo stacji